# Dékán (felsőoktatás)
A dékán a felsőoktatásban professzornál magasabb, a rektornál alacsonyabb főiskolai vagy egyetemi beosztás neve is Magyarországon, aki valamely kar vezetését látja el.
A nemzeti felsőoktatásról szóló  törvény alapján a felsőoktatási intézményekben - a szervezeti és működési szabályzatban meghatározott feltételekkel -  adható egyik magasabb vezetői megbízás. Jogállása hasonló a rektoréhoz, rektorhelyetteséhez és a főigazgatóhoz.
A megbízás 3 évre szól, egy alkalommal meghosszabbítható.

## Története
A középkor óta létezik ez a tisztség, kezdetben az egyházi alapítású iskolák élén állt dékán vagy prépost. Manapság az egyes karok élén áll, feladatait tekintve a rektor tisztsége kari szinten. Nagyobb egyetemeken, belső szervezéstől függően létezhet Dékáni Hivatal is.  Másként megfogalmazva a Dékáni Hivatal a kar adminisztratív feladatainak kezelője.

## A név eredete
A görög illetve latin dekánosz illetve decanus szavakból ered, amelyek tizedest, tíz ember élén álló személyt jelentenek (deka: tíz; dekánia: tíz emberből álló egység).